# Henrik Georg Flemming Lerche
Henrik Georg Flemming Lerche (25. august 1808 i København – 2. oktober 1890 sammesteds) var en dansk embedsmand, far til Georg og Pauli Julius Lerche.
Han var søn af Georg Flemming Lerche og hustru født Levetzow, blev 1826 student (privat dimitteret), 1833 cand.jur., volontør i Rentekammeret, 1837 kammerjunker, 1841 fuldmægtig i Rentekammeret og kasserer ved kammerets danske sportelkasse, 1844 amtsforvalter og ridefoged på Bornholm, 11. august 1851 Ridder af Dannebrog, 1855 amtsforvalter i Frederiksborg Amtstuedistrikt, forvalter og skovkasserer ved de kgl. godser i Frederiksborg, Kronborg og Hørsholm Distrikter, 1860 etatsråd, fik 14. juli 1883 (fra 30. september) afsked og blev Dannebrogsmand.
23. maj 1838 ægtede han i Holmens Kirke Josephine Dorothea Regoli (1. november 1811 i København - 22. august 1898 i København), datter af købmand Pauli Dominici Regoli og Hansine Dorothea Bang.
Lerche er begravet på Garnisons Kirkegård.